# Левинський Степан Анастасійович
Степан Анастасійович Левинський (4 (17) червня 1902–1985) — український письменник, фольклорист.
Псевдонім — Панащук.

## З біографії
Народився у м. Чернівці, закінчив Празький політехнічний інститут(1927). З 1936 р. мешкав у Бухаресті (Румунія), збирав та упорядкував збірник «Українські пісні» (1984). Помер 19 червня 1985 р. в Бухаресті.

## Творчість
Автор збірки гумористичних творів «І це і те» (1979). Упорядник збірника «Українські пісні» (1984).